# Vaanweg
De Vaanweg is een belangrijke autoweg in de Rotterdamse deelgemeente Charlois en is een uitloper van de autosnelweg A29. De Vaanweg is een belangrijke route voor verkeer van en naar Rotterdam-Zuid, in het bijzonder naar Ahoy en het winkelcentrum en busstation Zuidplein.
Vanaf het knooppunt Vaanplein loopt de Vaanweg langs de Zuiderbegraafplaats en de wijk Lombardijen richting het Zuidplein en Ahoy waar de weg alvorens opsplitst in de Zuiderparkweg en de Strevelsweg.
De Vaanweg is vernoemd naar een voormalige boerderij, De Vaan, aan de Dordtsestraatweg. Deze boerderij behoorde ooit toe aan de familie Vaandrager.
Afrikaanderplein ·
Atjehstraat ·
Beijerlandselaan ·
Brede Hilledijk ·
Brielselaan ·
Boulevard Zuid ·
Charloisse Lagedijk ·
Coen Moulijnweg ·
Dordtselaan ·
Dordtsestraatweg ·
Dorpsweg ·
Goereesestraat ·
Groene Hilledijk ·
Groene Kruisweg ·
Grondherendijk ·
Katendrechtse Lagedijk ·
Kerkwervesingel ·
Kromme Zandweg ·
Laan op Zuid ·
Lange Hilleweg · 
Maastunnelplein ·
Mijnsherenlaan ·
Oldegaarde ·
Oranjeboomstraat ·
Pendrechtseweg ·
Plein 1953 ·
Pleinweg ·
Pretorialaan ·
Prins Hendrikkade ·
Riederlaan · 
Rosestraat ·
2e Rosestraat .
Slinge ·
Smeetlandsedijk · 
Stadionweg ·
Stieltjesplein ·
Stieltjesstraat ·
Strevelsweg ·
Vaanweg ·
Veerlaan ·
Vondelingenweg ·
Wilhelminakade ·
Wilhelminaplein ·
Zuiderpark ·
Zuiderparkweg ·
Zuidplein
Ring Rotterdam · S100 · S101 · S102 · S103 · S104 · S105 · S106 · S107 · S108 · S109 · S110· S111· S112· S113 · S114· S115· S116 · S117 · S118 · S120 · S121  · S122 · S123 · S124 · S125 · S126